# Lafuentea
Lafuentea é um género botânico pertencente à família Plantaginaceae. Tradicionalmente este gênero era classificado na família das Scrophulariaceae.

## Espécies
- Lafuentea jeanpertiana
- Lafuentea ovalifolia
- Lafuentea rotundifolia